# Michael D. Coe
Michael D. Coe (New York, 14 aprile 1929 – New Haven, 25 settembre 2019) è stato un archeologo, antropologo e scrittore statunitense.

## Biografia
Michael Douglas Coe (meglio noto come Michael D. Coe o solamente Michael Coe) è principalmente noto per i suoi studi sulle civiltà mesoamericane precolombiane e, in particolare, per la sua ricerca sulla civiltà Maya, dove è considerato uno dei massimi studiosi del Ventesimo secolo. Coe ha svolto approfondite ricerche in molti siti archeologici americani: dal Messico al Sudamerica. Si è specializzato in studi comparativi delle antiche civiltà delle foreste tropicali, come quelle dell'America Centrale e del Sud-est asiatico. Nel 2005 divenne professore emerito di Antropologia presso la Yale University, curatore emerito della collezione di Antropologia del Museo di Storia Naturale di Harvard al Peabody, di cui già fu curatore dal 1968 al 1994.
Con oltre quattro decenni di esperienza di ricerca sul campo, Coe è stato un autore prolifico di testi scientifici, su molti temi archeologici, antropologici e etnostorici. Redasse inoltre anche  una serie di opere più popolari per lettori non specializzati, molte delle quali sono diventate dei best seller e vengono costantemente ristampate in varie lingue.
Coe si  laureò in antropologia all'Università di Harvard nei primi anni 1950. Durante gli studi conobbe la figlia del biologo evolutivo e noto emigrato russo Theodosius Dobzhansky, Sophie, che era allora studentessa di antropologia al Radcliffe College; con lei si sposò nel 1955. Sophie ha tradotto dal russo l'importante volume dell'epigrafista Yuri Valentinovich Knorosov, La scrittura degli indiani Maya (1967). Knorosov basa i suoi studi sull'alfabeto fonetico De Landa ed è accreditato come colui che ha trovato la chiave che ha portato alla decifrazione del sistema di scrittura dei Maya.

## Premi e riconoscimenti
Nel corso della sua lunga carriera scientifica, Coe è stato insignito di numerosi riconoscimenti grazie ai suoi contributi sostanziali nei campi di archeologia e antropologia. Fra questi, vi sono:
- 1989 - Tatiana Award Proskouriakoff. Università di Harvard.
- 2004 - Ordine del Quetzal. Repubblica del Guatemala
- 2006 - Ordine del Pop. Museo Popol Vuh, Università Francisco Marroquín, Guatemala[5]

## Opere tradotte in italiano
- Il Messico fino alla conquista spagnola, Il Saggiatore, Milano, 1964.
- Atlante dell'antica America, con Dean Snow e Elizabeth Benson, De Agostini, Novara, 1987.
- La vera storia del cioccolato, con Sophie D. Coe Archinto, Milano, 1997.
- I Maya. Storia e segreti di una civiltà scomparsa, Newton Compton, Roma, 1998.
- Le civiltà dell'antico Messico. Olmechi, Zatopechi, Aztechi, Maya e le grandi conquiste dell'America precolombiana, Newton Compton, Roma, 2001.
- Gli ideogrammi Maya. I principi fondamentali dell'antica scrittura precolombiana, Vallardi, Milano, 2003.
- La soluzione del codice Maya, La Linea, Bologna, 2012.